# Стороженко Сергій Михайлович
Сергій Михайлович Стороженко (нар. 21 листопада 1949, Харків) — спадковий юрист, український футбольний функціонер. У 2000-2013 роках - перший віце-президент ФФУ. З 1994 року (з перервами) - заступник голови Харківської обласної державної адміністрації. Кандидат наук із фізичної культури та спорту (2008). Нагороди: Орден «За заслуги» I, II і III ступенів. Заслужений юрист України (1996). Нагороджений численними відомчими нагородами та нагородною бойовою зброєю Голови СБУ.

## Життєпис
Працювати почав із 17-річного віку. З 1967 до 1969 року був учнем слюсаря-механіка з ремонту друкарських машин на харківському експериментальному заводі «Прилад». Паралельно навчався в Харківському юридичному інституті, який закінчив у 1972 році за спеціальністю «юрист-правознавець».
У вересні 1969 року почав стажування у Дзержинській прокуратурі Харкова. Потім працював слідчим районної прокуратури. У Дзержинському районі Сергій Стороженко працював 3 роки, до закінчення юридичного інституту. З листопада 1972 до листопада 1973 року служив у війську.
Після служби повернувся в Дзержинську районну прокуратуру, був слідчим. Згодом переведений в прокуратуру області, де обіймав посаду старшого слідчого. Майже 25 років пропрацював у органах прокуратури. Був слідчим із особливо важливих справ, начальником слідчої частини, прокурором із нагляду за додержанням законів у виправних установах Харківщини.
Серед інших справ очолював групу обвинувачення історика-дисидента Євгена Анцупова (засуджений на 6 років таборів суворого режиму за «антирадянську діяльність» та репресований).
Період прокурорської роботи Сергія Михайловича Стороженка завершився на посаді першого заступника прокурора міста Харкова.
- грудень 1992 - квітень 1995 - член Харківського обласного суду
- листопад 1994 - грудень 1995 - заступник голови Харківської обласної ради з виконавчої роботи
- жовтень 1995 - липень 1999 - заступник голови Харківської обласної державної адміністрації
- 1996-2000 - президент Харківської обласної федерації футболу
- липень 1999 - серпень 2000 — проректор Харківського національного університету ім. В.Н.Каразіна
- з вересня 2000 - перший віце-президент Федерації футболу України
- лютий 2005 - листопад 2005 - радник із політико-правових питань відділу по забезпеченню діяльності голови Харківської облдержадміністрації апарату облдержадміністрації
- з листопада 2005 - заступник голови Харківської обласної державної адміністрації
- з березня 2014 року - радник голови ХОДА з правових питань

Має вищу спортивну освіту — закінчив Харківську державну академію фізкультури (2004) за спеціальністю «олімпійський та професійний спорт».
Голова Спортивно-медичного комітету та Комітету з атестації футбольних клубів. Член Виконкому та Президії ФФУ. Член юридичного комітету УЄФА у двох каденціях.
У листопаді 2013 залишив роботу в ФФУ за станом здоров'я.
Одружений. Має сина.